# Занжир Сарай
Занжир Сарай (узб. Zanjir Saroy, Занжир Сарой — «дворец-крепость») — резиденция и крепость монгольского хана Казан-хана Султана, построенная между 1334—1340 годами. Во время правления Казан-хана — отца старшей жены Амира Тимура Сарай Мульк ханум — Биби Ханум, в этом дворце находилась ханская ставка Чагатайского улуса и в течение около десяти лет Занжир Сарай функционировал в качестве столицы монгольского государства Чагатаидов. После смерти Казан-хана Занжир Сарай существовал, видимо, как местопребывание последующих монгольских ханов и тюркских эмиров, а с 1370 года перешёл во власть Тамерлана (Амира Тимура). По данным «Зафар-наме» Шарафа ад-Дина Али Йазди, Тимур несколько раз отдыхал в Занжир Сарае перед дальними военными походами, ходил здесь на охоту, готовился к завоеваниям, зимовал.
В 1387 году, когда Тимур находился в Фарсе (современный Иран) и Ираке, золотоордынский хан Тохтамыш и правитель Хорезма Сулейман Суфи организовали набег в Мавераннахр. В это время Занжир Сарай был ограблен и сожжен, после чего не восстанавливался, однако руины дворца сохранились до наших дней в виде крупного археологического памятника.
По данным Шарафиддина Али Йезди Занжир Сарай находился в двух переходах от Карши к Бухаре. Его остатки в настоящее время расположены в западной части кишлака Кухнашахар Мубарекского района Кашкадарьинской области, примерно в 70 километрах к западу от Карши. Это расстояние совпадает с данными «Зафар-наме». В настоящее время близлежащая местность называется Нуширавон Одил қалъаси, то есть «Крепость Ануширвана Справедливого» (Ануширван Справедливый — сасанидский царь Хосров I Ануширван, правивший в 531—579 годах).
Памятник имеет напоминающую квадрат форму: размеры 400×400 м с общей площадью около 16 га. Дворец был окружен массивной оборонительной стеной из пахсы толщиной около 6 метров. По внешнему фасу крепостной стены с каждой стороны имеются по восемь полукруглых башен. Они не имели оборонительного значения и видимо использовались в качестве контрфорсов, как и в крепости Карши. С четырёх противоположных сторон просматриваются остатки четырёх ворот. По центру памятника располагается плоский холм размерами около 70×70 м и высотой 2-2,5 м. Территория между крепостной стеной и данным холмом практически ровная, без признаков застройки.
Археологические исследования на Занжир Сарае проводились в 1993—1995 гг. сотрудником Института археологии Академии наук Республики Узбекистан А. А. Раимкуловым. В центральном холме обнаружены более десяти помещений уникального дворцового комплекса, который был сооружен из квадратного жженого кирпича. Архитектурные остатки показывают, что дворец имел квадратную планировку, а в центре находилось большое квадратное помещение — ротонда, размерами 11×11 м, в четырёх углах которого находились монументальные пилоны. Снаружи, в северной части был вскрыт наружный айван, расположенный по одной линии с северными воротами. Видимо, такие айваны имелись со всех четырёх сторон и были на одной линии с остальными воротами. Дворец функционировал недолго и никогда не подвергался перестройкам. Во время раскопок прослежены обильные зольные слои и следы сильного пожара на стенах. Эти факты подтверждают данные «Зафар-наме» об уничтожении Занжир Сарая. Керамические материалы полученные при раскопках, относятся к XIV в. Занжир Сарай, будучи дворцовым комплексом XIV в., является одним из уникальных памятников гражданской архитектуры Средней Азии. Его общая планировка представляет собой планировку городов кочевников и построена по градостроительным традициям, которые известны на территории южной Сибири и Монголии ещё раннесредневекового периода. Ставка Чингизхана Хара-Хорин (Каракорум) также имела квадратную планировку как Занжир Сарай и размеры 400×400 м.
Примерно в 2,5 км к востоку от Занжир Сарая протекает река Кашкадарья. В период его функционирования от реки был проведен канал, который существует и по сей день. Сейчас этот канал местным населением называется «Подшоли ариқ», то есть «Царский канал», его вода до 60-х годов поступала в Занжир Сарай через северные ворота. В настоящее время водами этого канала пользуются местные земледельцы. По нашему мнению, во время Казан-хана внутренняя площадь Занжир Сарая была плоская и здесь располагались юрты и шатры членов ханской семьи, их приближенных, членов ханской орды и монгольской знати. Возможно, во время Амира Тимура эта равнина превратилась в чарбаг и, видимо, в это время внутренняя площадь орошалась. По источникам известно, что Тимур отдыхал в Занжир Сарае и в летнее время.
По мнению профессора Т. Нафасова, название «Занжир» происходит от слова «сангир» и означает «камень, крепость». Название «Сарай» означает «дворец», «Дворец- крепость» или «дворец в крепости».